# Байкентський сільський округ
Байке́нтський сільський округ (каз. Байкент ауылдық округі) — адміністративна одиниця у складі Ілійського району Алматинської області Казахстану. Адміністративний центр — село Байкент.
Населення — 10550 осіб (2021; 7307 у 2009, 4705 у 1999, 5152 у 1989).
Станом на 1989 рік ісувала Чапаєвська сільська рада (село Чапаєво). До 2024 року сільський округ називався Чапаєвським.
Єдиним населеним пунктом і адміністративним центром, що входить до нього, є село Байкент.